# Parapodisma yasumatsui
Parapodisma yasumatsui är en insektsart som beskrevs av Yamasaki 1980. Parapodisma yasumatsui ingår i släktet Parapodisma och familjen gräshoppor. Inga underarter finns listade i Catalogue of Life.